# Секлавін
Секлавін (ісп. Ceclavín) — муніципалітет в Іспанії, у складі автономної спільноти Естремадура, у провінції Касерес. Населення — 2038 осіб (2010).
Муніципалітет розташований на відстані близько 270 км на захід від Мадрида, 50 км на північний захід від Касереса.

## Демографія
Динаміка населення (INE ):